# باش‌پینار (آیدین‌تپه)
باش‌پینار {{ترکی|Başpınar) (به کردی: Dîgerarmûdlî) یک منطقهٔ مسکونی در ترکیه است که در آیدین‌تپه واقع شده‌است. باش‌پینار ۵۶ نفر جمعیت دارد.